# Space Odyssey (telessérie)
Space Odyssey: Voyage to the Planets (lançado como Voyage to the Planets and Beyond nos EUA) é um documentário ficcional sobre uma expedição tripulada pelo Sistema Solar. Space Odyssey foi lançado em 2004 e foi feito pela BBC. Foi escrito e dirigido por Joe Ahearne e produzido por Christopher Riley, que ganhou em 2005 Sir Arthur Clarke Award por melhor apresentação de TV e Rádio.
A história se passa num tempo não especificado no futuro, embora o livro que o acompanha, o oficial de ciência da missão recorda a leitura do livro 2010 de Arthur C. Clarke (publicado em 1982) cerca de 40 anos antes.